# Karol Stromenger
Karol Jan Stromenger (ur. 13 kwietnia 1848 we Lwowie, zm. 28 lutego 1895 w Weißer Hirsch k. Drezna) – polski adwokat, fotograf. 

## Życiorys
Urodził się w rodzinie Jana Piotra Pawła (1809–1888) i Konstancji Karoliny z domu Uhle (ur. 1822). Brat Emmy (ur. ok. 1846), Edmunda Ignacego (1850–1928), Jana Karola (1852–1940), Idy po mężu Niechańskiej (1855–1925) i Wiktora (1858–1938). Był absolwentem Gimnazjum im. Franciszka Józefa I we Lwowie oraz ówczesnego Uniwersytetu Franciszkańskiego we Lwowie (obecnie Uniwersytet Lwowski). Związany z lwowskim środowiskiem prawniczym – mieszkał i pracował we Lwowie. Po zakończeniu praktyki adwokackiej w Wiedniu – w 1870 wrócił do Lwowa, gdzie od 1873 pracował w Prokuratorii Krajowej jako auskultant oraz referent pomocniczy – od 1875. Od 1878 prowadził własną kancelarię adwokacką we Lwowie. Był członkiem Zarządu Lwowskiego Towarzystwa Prawniczego.  
Związany z lwowskim środowiskiem fotograficznym – w 1891 był współzałożycielem oraz prezesem Zarządu Klubu Miłośników Sztuki Fotograficznej we Lwowie. Miejsce szczególne w jego twórczości zajmowała fotografia architektury – w zdecydowanej większości miasta Lwowa, fotografia krajobrazowa, fotografia portretowa oraz fotografia rodzinna. Był uczestnikiem wielu prezentacji oraz wystaw fotograficznych. Duża część jego fotografii wykonanych w technice cyjanotypii była prezentowana między innymi na Powszechnej Wystawie Krajowej we Lwowie, w 1894 roku. Prace Karola Stromengera znajdują się między innymi w zbiorach Muzeum Narodowego we Wrocławiu. 
Działał społecznie. Był członkiem założycielem i prezesem Zarządu Klubu Miłośników Sztuki Fotograficznej we Lwowie, członkiem Galicyjskiego Towarzystwa Muzycznego we Lwowie, członkiem Towarzystwa Tatrzańskiego w Krakowie. Ponadto pełnił funkcję kuratora zboru ewangelicko-augsburskiego, tj. był jego prawnym doradcą. 
Od 1 czerwca 1878 był mężem Marii Wilhelminy von Schenk (1860–1925). Ich dziećmi byli: Jadwiga (1879–1973), Otto (ur. ok. 1880), Hilda po mężu Tauschinski (1882–1968), Helena (1884–1968), Karol Józef (1885–1975) i Maria Irma (1887–1964). 
W związku z chorobą płuc od 1894 przebywał na leczeniu w Szwajcarii, gdzie zmarł 28 lutego 1895. Został pochowany na Cmentarzu Łyczakowskim we Lwowie. 